# Radeberger

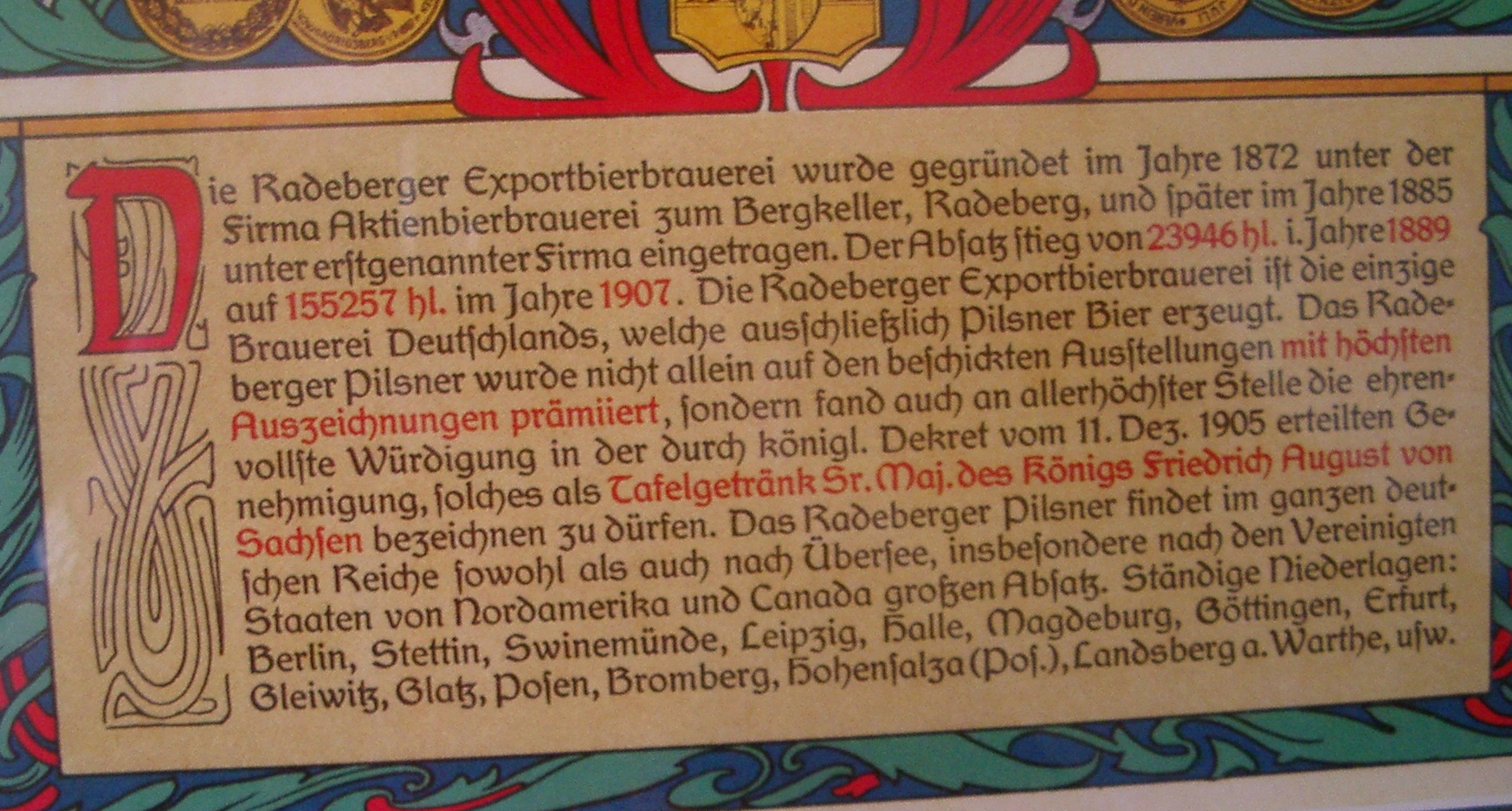
Détail d'un panneau de présentation de la brasserie

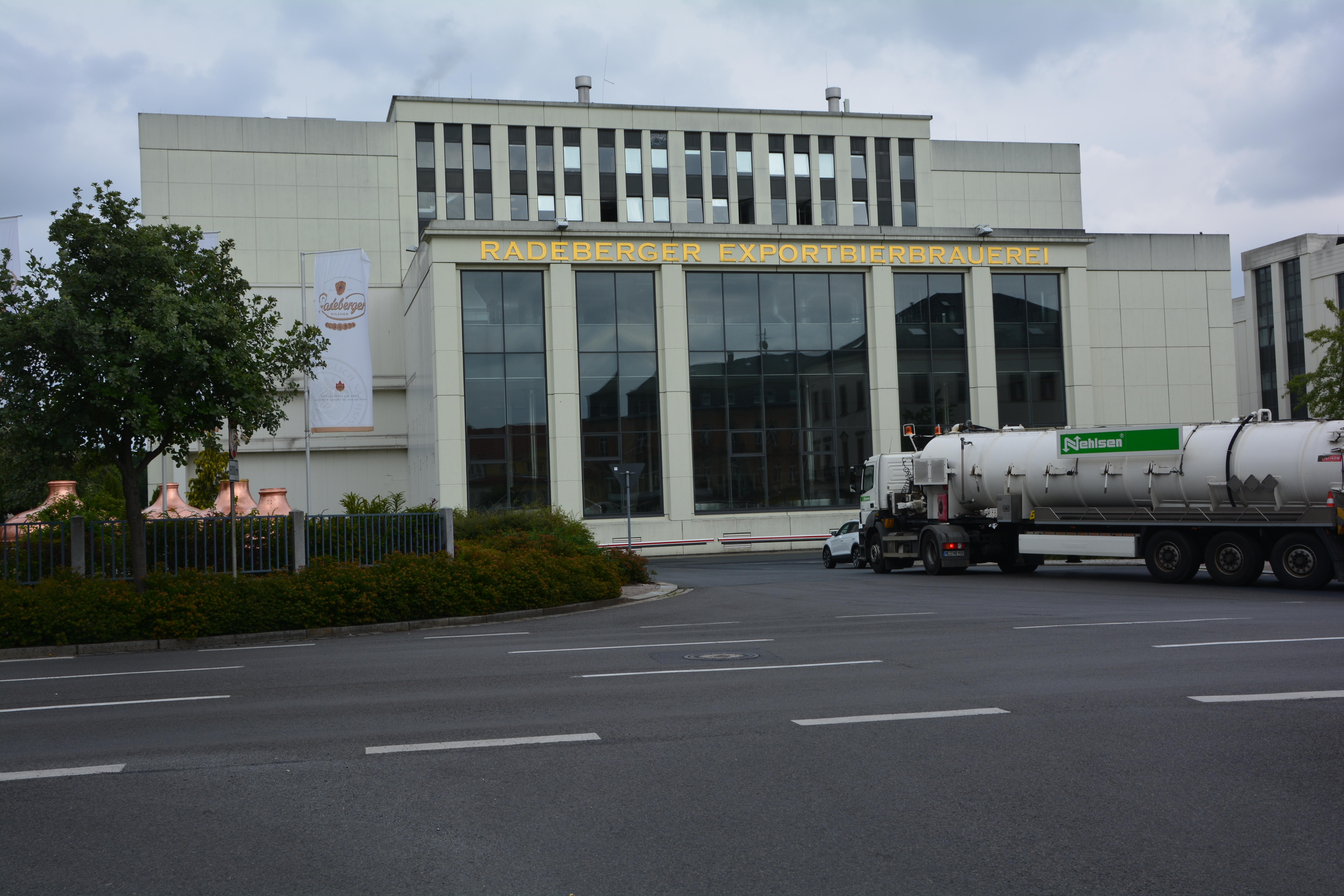
La brasserie à Radeberg

La bière Radeberger est produite par la brasserie Radeberger Exportbierbrauerei fondée en 1866 sous le nom de Zum Bergkeller à Radeberg près de Dresde. D'après des documents internes, la brasserie est la première en Allemagne à brasser des bières de type Pilsner.
Ce fut la première bière à être exportée en Amérique du Nord.
En 1905, la brasserie devient fournisseur officiel de la cour du roi de Saxe.
Aujourd'hui, elle produit une seule marque, la Radeberger Pilsner. En 2004, celle-ci a atteint une production de 1 871 000 hl de bière. Elle fait partie du groupe brassicole du même nom, le groupe Radeberger.
Du temps de la RDA, la Radeberger était considérée comme l'une des meilleures bières de l'Est et destinée à l'export.

## Liens
- Site officiel
- Critique dans "Commentaires de dégustations de bières"